# Resarji
Résarji, tudi resokrílci ali trípsi (znanstveno ime Thysanoptera, grško  - thysano - resica + pteron - krilo) so red žuželk z okoli 5000 opisanimi vrstami, ki jih najdemo po vsem svetu. So zelo majhne živali, ki jih prepoznamo po tem, da njihova krila nimajo opne, temveč so zgrajena iz množice resic, po čemer so resarji dobili tudi ime. Ime trips pa izhaja iz grščine in pomeni »gozdna uš«.

## Telesne značilnosti
Resarji so navadno veliki največ 1-2 milimetra, črne ali rjave barve. Največji zrastejo do 15 mm. Na glavi imajo par majhnih, a opaznih sestavljenih oči, kratke tipalnice, ki izraščajo blizu skupaj in so sestavljene iz 6-10 členov, ter obustne okončine, izoblikovane v asimetrično sesalo. Takšno sesalo je posebnost pri žuželkah, sestavljeno je iz leve mandibule in delov maksil, desna mandibula pa manjka. Oprsje je sestavljeno iz jasno definiranega protoraksa, ostala dva člena pa sta popolnoma zlita. Različne vrste in celo različni osebki znotraj vrst imajo različno razvita ali manjkajoča krila. Pri resarjih, ki imajo krila, so le-ta zelo ozka, z malo ali nič žilami. Na obeh robovih izraščajo iz njih razmeroma dolge resice, ki efektivno podvojijo njihovo površino. Na koncu zadnjega para kril imajo kavlje, s katerimi se pritrjajo na sprednja krila. Zadek sestavlja 11 členov, od tega je vidnih 10. Na njem nimajo posebnih struktur, razen ovipozitorja, ki pa ni prisoten pri vseh vrstah.
Značilni so tudi po svoji preobrazbi, ki je vmesna stopnja med nepopolno in popolno. Ličinke (nimfe) prvih nekaj stadijev so podobne odraslim živalim, le brez genitalij in zasnov za krila. Sledi vmesni stadij, nekakšna buba, kjer se pojavijo zasnove kril.

## Življenje
Samica izleže 0,2 mm velika jajčeca ledvičaste oblike na rastlinje. Pri nekaterih vrstah imajo samice dobro razvito leglico, s katero pred tem prerežejo rastlinsko tkivo in izležejo jajčeca v notranjost, druge pa jih izležejo kar na površino. Po okoli treh dneh se izležejo ličinke. Ličinke prvih dveh stadijev se normalno premikajo in prehranjujejo, po drugi levitvi pa sledi stadij, imenovan »predbuba«. Ličinke v tem stadiju se ne prehranjujejo. V tem stadiju se pri večini resarjev pojavijo zasnove kril, razen pri tistih iz podredu Tubulifera, kjer se predbube po nekaj dneh ponovno levijo in preobrazijo v bube, šele nato se preobrazijo v odrasle živali. Čeprav se predbube in bube ne prehranjujejo, se lahko v večini primerov še vedno premikajo naokoli, nekatere pa spletejo okoli sebe kokon.
Najdemo jih v glavnem na rastlinju, pod lubjem in v cvetovih. Prehranjujejo se tako, da prebodejo povrhjico rastlinskih organov z bodalom, ki ga tvori leva mandibula, nato pa vstavijo sesalo in sesajo celične sokove skozi kanal, ki ga tvorita odrastka maksil. Tipični resarji živijo 7 do 22 dni, odvisno od temperature. Na leto se zvrsti več generacij. Prezimijo večinoma odrasle živali, v zemlji ali v podrasti, lahko tudi v človekovih bivališčih. Le nekaj vrst prezimi v stadiju bube.
Razmnožujejo se haplodiplontsko - samice so diploidne, morebitni samci pa haploidni, razvijejo se iz neoplojenih jajčec. Samci so manjši od samic, lahko pa se slednje razmnožujejo tudi partenogenetsko in samcev sploh ni. Pri nekaterih vrstah so opazili skrb za zarod in podobna socialna vedenja.

## Ekologija
Tripsi živijo po vsem svetu. Poleg rastlinojedih vrst, ki predstavljajo večino, je nekaj tudi plenilskih, napadajo druge žuželke, ostale pa jedo glive ali odmrl organski material.

### Pomen za človeka
Rastlinojede vrste so zaradi svoje številčnosti pomembni škodljivci na nekaj vrstah poljščin; za škodljive imamo le slab odstotek vrst (v Evropi denimo okoli 70 vrst), ki pa lahko povzročijo veliko škode. Najopaznejša posledica napada resarjev je srebrnenje rastlin - celice, iz katerih so živali izsesale vsebino, se napolnijo z zrakom in dobijo srebrnkast odsev. Kadar sesajo na mladih poganjkih, povzročijo iznakaženje listov in cvetov, predčasno odpadanje in venenje. Na plodovih tropskih sadnih vrst (citrusi, avokado, banane) se pojavijo brazgotine ali plutasto tkivo. Najpomembnejši škodljivci v svetovnem merilu so tobakov resar (Thrips tabaci), cvetlični resar (Frankinilella occidentalis), citrusov resar (Scirtothrips dorsalis) in fikusov resar (Thrips palmi). Poleg povzročanja neposrednih poškodb rastlin nekatere vrste tripsov prenašajo povzročitelje rastlinskih bolezni, kot so rastlinski virusi. Po drugi strani pa so lahko tudi koristni kot opraševalci, posebej tisti, ki se zbirajo v večjem številu znotraj cvetov, ali kot plenilci drugih škodljivih vrst členonožcev.

## Sistematika
Skromni genetski podatki, ki so trenutno na voljo, potrjujejo tradicionalno delitev resokrilcev na podredova Tubulifera in Terebrantia. Prvi vsebuje eno samo številčno družino, drugi pa eno veliko in sedem majhnih. Sorodstvena razmerja znotraj njih so še neraziskana. Celotno število vrst ocenjujejo na 8000.

### Seznam družin
Preko 90% vrst uvrščamo v dve najštevilčnejši družini, Thripidae in Phlaeothripidae.
- Podred Terebrantia
  - Adiheterothripidae - 2 rodova
  - Aeolothripidae - 1 rod
  - Fauriellidae - 1 rod
  - † Hemithripidae - 1 fosilni rod s 15 vrstami
  - Heterothripidae - 1 rod
  - † Karataothripidae - ena fosilna vrsta
  - Melanthripidae - 2 rodova
  - Merothripidae - 1 rod
  - Thripidae - največja, 292 rodov v 4 poddružinah
  - † Triassothripidae - 2 fosilna rodova
  - Uzelothripidae
- Podred Tubulifera
  - Phlaeothripidae - 447 rodov v 2 poddružinah

### Resarji v Sloveniji
V Sloveniji najdemo vrste iz 38 rodov resarjev. Najštevilčneje so zastopani rodovi Thrips, Haplothrips, Aeolothrips, Odontothrips in Frankiniella. Največ škode na Slovenskem povzroča cvetlični resar, v zadnjem času pa tudi tobakov resar.